# Vruboun
Vruboun (Scarabeus) je rod brouků v čeledi vrubounovitých. Brouci se živí částečně nebo zcela výkaly. Nejznámějším představitelem tohoto rodu je vruboun posvátný (Scarabaeus sacer).
Mnozí vrubouni, známí jako valiči, jsou pozoruhodní tím, že před sebou válí kuličku z trusu, ve které mají nakladena svá vajíčka. Další jsou chodbičkáři, kteří pohřbívají výkaly a kolem nich budují chodbičky. Třetí skupinou jsou brouci, kteří neválejí své kuličky ani nepohřbívají, ve výkalech pouze žijí. Atraktivní potravou pro ně jsou například soví vývržky.

## Životní prostředí a chování
Vrubouni žijí v různorodém životním prostředí, včetně pouští, polí, lesů a luk. Nemají rádi extrémně chladné nebo suché počasí. Bývají nalézáni na všech kontinentech kromě Antarktidy.
Vrubouni požírají výměšky vylučované býložravci a masožravci. Mnozí z nich se živí na houbách, rozkládajícím se listí a ovoci. Jeden druh žijící v Jižní Americe, Deltochilum valgum, je masožravý druh požírající hlavně mnohonožky. Dospělí brouci většinou nepotřebují jíst nebo pít nic jiného, protože exkrementy jim poskytují všechny potřebné živiny. Larvy žijí v nevstřebaných rostlinných vláknech v exkrementech, zatímco dospělci nepřijímají potravu vůbec. Místo toho svým ústním ústrojím vybírají a vysávají šťávu z hnoje a likvidují tak spoustu mikroorganismů a ostatních organismů.

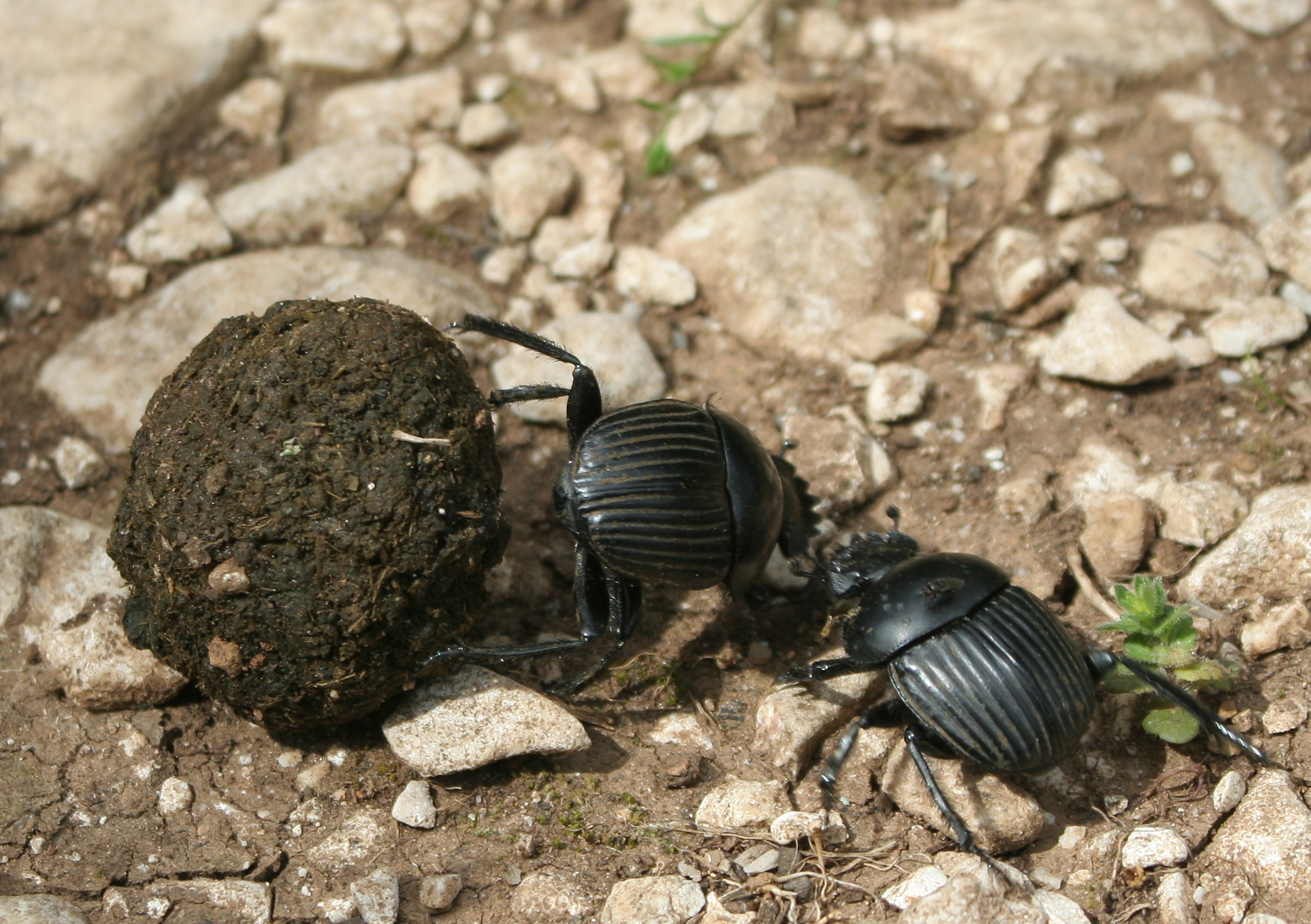
Dva vrubouni soupeřící o kuličku

Mnozí vrubouni pro vyhledávání exkrementů používají svůj vynikající čich. Někteří z malých vrubounů se jednoduše připojí ke svému dodavateli potravy a čekají na svou odměnu. Poté, co se dočká, valí vruboun svou kuličku přímým směrem, navzdory všem překážkám. Někteří vrubouni se pokoušejí ukrást kuličku druhým broukům a proto vrubouni se svou kuličkou uhánějí co nejrychleji od místa, kde si ji vytvořili, aby ji ochránili před ukradením jiným broukem. Vrubouni mohou valit kuličku 50× těžší než sami váží. V roce 2003 badatelé objevili, že jeden druh vrubouna (africký Scarabaeus zambesianus) se orientuje podle měsíčního polarizovaného světla. Tento objev je prvním důkazem, že zvířata mohou využít polarizovaného světla k orientaci.

## Vrubouni ve starém Egyptě

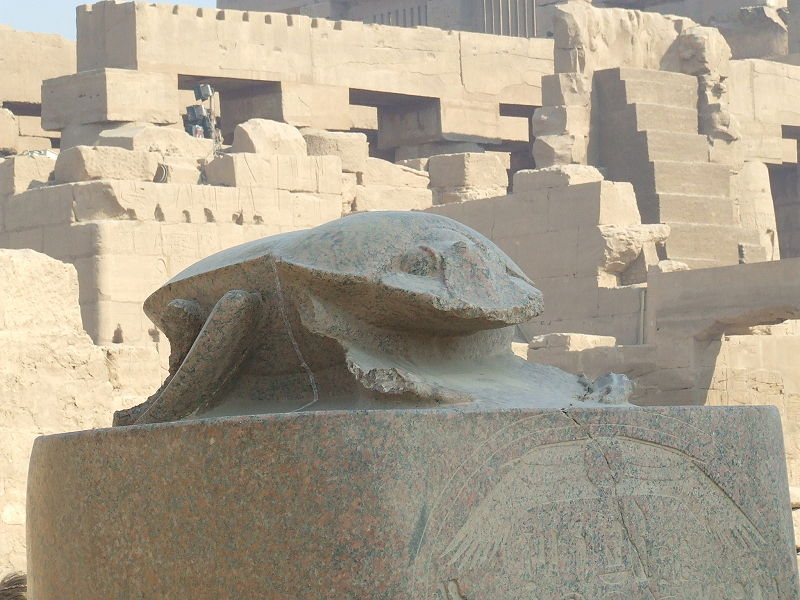
Socha skaraba v chrámovém komplexu v Karnaku

Skarabeus jakožto symbol slunečního a životního cyklu představuje neustále se opakující vzkříšení a znovuzrození. Brouk ztělesňoval slunečního boha Cheprera, a již od pradávna se vyrábělo mnoho amuletů v podobě skaraba, kterým lidé přisuzovali zázračnou a ochranitelskou moc.
V Egyptě byl skarab, tedy brouk vruboun posvátný, jedním z nejběžnějších druhů hmyzu. Jako posvátný symbol se začal prosazovat již v Archaické době.

### Skarab, symbol zrození a vznikání
Egyptské označení skaraba cheper má díky své zvukové podobě se slovesem cheprer ("vznikat, stát se") význam zrození a vznikání. Toto spojení ještě posiluje chování vrubouna posvátného, který svýma zadníma nohama bez ustání válí kuličku trusu. Egypťané se domnívali, že tento brouk má pouze samčí buňky. Své semeno podle nich ukládal do kuličky, z níž se následně rodila mláďata.
Podle řeckého filosofa 1. století n. l. Plútarcha "skarab napodobováním běhu slunce, které se přesouvá od východu k západu, jako by sleduje směr protichůdný běhu nebeských těles". Podobné názory vedly v myslích lidí ke spojování kuličky, kterou před sebou brouk tlačí, se sluncem a samo-oplozováním. Skarab byl dle těchto představ pokládán za primitivního demiurga, který vznikl ze sebe samého a stvořil Slunce. Brouk symbolizoval nejen věčný cyklus, ale také zmrtvýchvstání. Ztělesňoval celodenní běh slunce. Tak jako sluneční bůh každé ráno vystupoval z království temnot, znovuzrodil se i skarab z vlastního rozkladu. Snad proto nechal faraon Amenhotep III. v chrámovém komplexu v Karnaku poblíž posvátného jezera, symbolizujícího pravodstvo, vztyčit podstavec, na němž trůní právě vruboun posvátný.

### Cheprer, zbožštělý skarab
Cheprer, božstvo personifikující vycházející slunce zrozené ze země, býval zobrazován jako skarab nebo jako člověk, který měl místo hlavy obraz právě tohoto brouka. Skarab v tomto pojetí představoval prvního demiurga, jenž vznikl sám ze sebe a stvořil Slunce. Cheprer byl bohem věčného znovuzrození. Původně byl prvořadým bohem Héliopole, později ho Egypťané ztotožňovali s Reem. Cheprer ztělesňoval schopnosti mladého slunce při jeho východu, když se chystá svými blahodárnými paprsky zaplavit zem. Zároveň symbolizoval přeměny lidských bytostí od příchodu na svět až po jejich smrt a znovuzrození v záhrobí. Egypťané neuctívali Cheprera jako samostatné božstvo. Bůh tvořil božskou triádu s Reharachtejem, obrazem slunce v nadhlavníku, který vznikl splynutím Rea a Horemacheta a Atumem, personifikací zapadajícího slunce, tj. vstup Rea do Duatu.